# Wolseley Barracks
Wolseley Barracks (Barracas Wolseley) es el actual campo militar ocupado por el contingente británico en UNFICYP.
Ubicado en Nicosia, fuera y frente a la ciudad amurallada, se accede por la calle Markos Drakos. Está inmediatamente al oeste de Mula Bastion, a unos 500 m al norte de la Puerta de Paphos y dentro de la zona de amortiguación establecida entre los sectores turcochipriota y grecochipriota de la isla de Chipre. Frente al campo se encuentra al cruce intercomunal conocido como "Ledra Palace Border Crossing".
La actual delimitación del campo se puede encontrar en 

## Historia
En el año 1900, el Reverendo Frank Darvall Newham adquirió una hectárea y media próxima al río Pedieos para la construcción de las instalaciones del recientemente fundado Colegio Inglés de Nicosia.
George Jeffery diseñó el complejo de edificios que, en general, consistía en tres bloques, rodeando un gran patio. Dichos edificios, hoy, son ocupados por la Corte de Justicia de Nicosia.
El predio pasó al Ejército Británico en 1934 con la finalidad de albergar refuerzos para su contingente en la isla que debían hacer frente a los incidentes que tuvieron lugar con la comunidad grecochipriota. Éste ejército colocó allí su puesto comando y lo denominó Wolsely Barracks en honor al mariscal de campo Sir Garnet Wolseley que había sido gobernador británico de Chipre.
En el año 1949, en inmediaciones, abrió sus puertas el Hotel Ledra Palace.
En el año 1959, con motivo de las conferencias de paz de Zúrich y Londres, los británicos dejan el lugar y se trasladan a las bases soberanas de Acrotiri y Dhekelia. Entonces, el lugar pasa a la administración del recientemente formado gobierno chipriota.
Con la erupción del conflicto intercomunal de diciembre de 1963, en marzo de 1964 paramilitares griegos establecieron un check point frente al Hotel Ledra Palace. En julio de ese año, éste fue desmantelado por efectivos de Naciones Unidas.
En el año 1970, el campo es ocupado por tropas de UNFICYP. Entonces, se redesplegó el contingente canadiense dejando su responsabilidad en el Distrito de Kyrenia pasando al control del Distrito de Nicosia.
En el año 1993 fue dejado por el contingente canadiense que fue relevado por el contingente británico, que actualmente lo ocupa.

## El hotel Ledra Palace

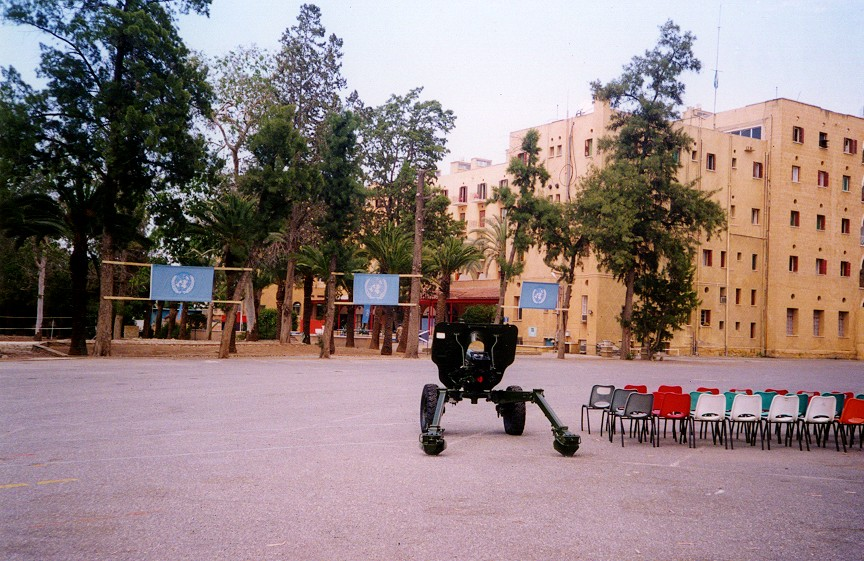
Palacio Ledra. Vista posterior. Playón preparado para una formación. Año 1998

El hotel Ledra Palace funcionó hasta 1974, cuando tropas turcas invadieron la isla quedando a partir de entonces dentro de la zona de amortiguación. Hasta entonces, fue uno de los más grandes y lujosos hoteles de Nicosia. Debido a los acontecimientos debió cerrar sus puertas.
El hotel fue diseñado por Benjamin Günsberg y construido entre 1947 y 1949 y en 1964 se le agregó la pileta de natación. Llegó a tener 163 habitaciones, una sala de conferencias, biblioteca, sala de juegos y salón de baile con orquesta. Tenía dos restaurantes, dos bares, una cafetería y varias tiendas pequeñas. En el exterior tenía una pileta para mayores y otra para niños y canchas de tenis.
Sufrió los vaivenes del conflicto interno de la isla. En noviembre de 1955 fue víctima de una bomba colocada por la EOKA su el salón de baile provocando leves heridas en los participantes. A partir de 1963 quedó dentro de la entonces línea verde intercomunal, establecida dentro de la ciudad pero no cerró. En 1974, mientras albergaba turistas, fue ocupado por una fracción de la Guardia Nacional de Chipre, la que lo abandonó luego de negociaciones con UNFICYP. En el mes de septiembre, fue testigo de intercambios de prisioneros en su frente.
En la actualidad, el hotel se encuentra dentro de predio de Wolseley Barracks. Por su ubicación, ha alojado a muchas reuniones de alto nivel entre autoridades grecochipriotas y turcochipriotas. Además, sirve como alojamiento de la tropa del Sector 2 de UNFICYP. La otrora recepción es empleada como cuarto de guardia. El antiguo salón de baile de la planta baja fue dividido y es empleado como cocina y gimnasio. Más arriba, se encuentra el Centro de Operaciones Tácticas (JOC). Un cuarto sirve como lavadero. La cañería y sistema eléctrico han sido reemplazados.

## Otras instalaciones del campo
- Casa del administrador del Colegio Inglés de Nicosia. El edificio fue construido en 1902. Fue ocupado por el Ejército Británico en 1934, agregándosele un nuevo comedor en el año 1952.

Entre los año 1959 y 1963 fue ocupada por el vicepresidente chipriota, Dr Fazıl Küçük. En 1970 pasó a ser el casino de Oficiales de Wolseley Barracks.
- Edificio ocupado por el puesto comando del sector 2. Construido por los británicos en la década de 1930 siendo empleado como puesto comando del oficial de ingenieros. Entre 1970/74 se usó como alojamiento de oficiales. En los eventos de 1974. los canadienses lo usaron como lugar de evacuación de heridos de UNFICYP. Posteriormente se alojó al puesto comando de una de las subundiades del contingente y luego puesto comando del sector.

- Edificio del antiguo puesto comando del comandante británico de Nicosia.

- Casa Congreve: antiguo alojamiento del jefe del contingente británico hasta el año 1974. En su puesta del frente es muerto el cabo canadiense LG Perron el 06 Ago 74.

Posteriormente es ocupado por el jefe del sector 2 para alojamiento.
En sus proximidades se colocó un monumento con la lista de los canadienses muertos en la misión.

## Wolseley Barracks durante la invasión turca del año 1974

### Contexto en el año 1974
En el año 1974, el contingente canadiense en UNFICYP comprendía a 482 personas, de los cuales 38 se encontraban en la policía militar y en el puesto comando de la fuerza.
Excepto por algunas fracciones danesas y finlandesas, el contingente tenía responsabilidad sobre todo el Distrito de Nicosia. El CANCON tenía su comando y elementos logísticos en el campo Blue Beret (inmediaciones del Aeropuerto de Nicosia), bajo el comando de 2.º jefe del Estado Mayor de UNFICYP. El elemento operacional canadiense era el No. 1 Commando Group, Canadian Airborne Regiment, con puesto comando en Wolseley Barracks con una plaza de 444 hombres. El jefe del batallón se constituía como jefe del distrito y 2.º jefe del contingente. En julio de 1974 esa persona era el Tcnl Don S. Manuel.
El batallón tenía una fracción establecida en Lourojina y otra en Kronborg Camp que estaba a unos 600 m al oeste de Wolseley, cruzando el cauce seco del río Pedhieos.
Su tarea era, primordialmente, realizar patrullas a pie, en vehículo e incluso en bicicleta por la ciudad capital con el objeto de mantener el alto el fuego entre las comunidades en conflicto.
Al inicio de la invasión turca a Chipre, en la mañana del 20 de julio de 1974, el Hotel Ledra Palace, hasta ese momento fuera de Wolsley Barracks pero en sus inmediaciones, estaba en funcionamiento normal. Se alojaban en el lugar, 386 pasajeros de los cuales unos 100 eran periodistas que cubrían los sucesos iniciados por el golpe de Estado del 15 de julio.

### Evolución de la situación con el inicio de laOperación Atila
20 de julio de 1974
Los ataques aéreos en los alrededores de la ciudad a las 0545 marcaron el inicio de la invasión. El lanzamiento de paracaidistas al norte de Nicosia se inicia a las 0605. El fuego cruzado y directo sobre los puestos observatorios del batallón canadiense obligan a replegarlos.
El combate en Nicosia dejó sin luz al campo. Solo se disponía de un generador para operar el JOC. Esto deja el lugar sin refrigeración (38 °C durante el día) y sin agua tanto al hotel como al campo.
Siendo temprano en la mañana, personal grecochipriota procedente de un pequeño puesto policial frente al Hotel Ledra Palace ingresa a su interior. A las 1130, al grupo original, se le suman unos 40 milicianos que entran por la parte de atrás. La altura del palacio lo convertía en un terreno llave ya que permitía el control de la línea verde dentro de la ciudad.
Los intentos de negociar el repliegue de la fracción grecochipriota son infructuosos. Misma suerte corren las negociaciones para replegar las armas griegas emplazadas en proximidades del campo ya que ello podría provocar la reacción de la contraparte turca.
Durante la mañana se negociaron sucesivos ceses al fuego que no fueron satisfactorios. La presencia de civiles en el hotel no impidió que caiga bajo fuego de armas portátiles y morteros, por lo que las mujeres y niños debieron ser alojados en el subsuelo.
Para brindar seguridad y conocer la suerte de los civiles, los canadienses de Wolseley Barracks intentan ingresar al hotel al mediodía pero el fuego cruzado lo impide. Manuel puede ingresar al hotel con una pequeña partida recién a las 2000 hs.
A las 1224 se producen las primeras bajas en el campo cuando fuego de morteros impactan en su HQ hiere a cuatro canadienses. Al rato se producirían otros dos heridos más. A las 1507 se produce otra baja cuando es herido un cabo en proximidades al casino de oficiales.
La noche fue más tranquila que el día con fuego esporádico desde el Ledra Palace y desde la Green Line.
21 de julio de 1974
A las 0450 fuego de mortero cae en el campo Wolseley. Dos impactaron en el Hotel Ledra Palace y otros dos a la cancha deportiva. No hubo víctimas. Una hora y media después, se inicia fuego de armas automáticas sobre el hotel creando pánico entre los civiles.
A media mañana, la situación dentro del hotel era tensa debido a los daños sufridos, la falta de agua, el calor, el racionamiento de comida y la intención de los civiles de abandonar el lugar. Mientras tanto, la fracción grecochipriota se negaba a abandonar el lugar.
Durante esta oportunidad, el Tcnl Manuel ordena el repliegue del personal innecesario de su batallón al Campo Kronborg, donde la situación era más segura.
La embajada de EE. UU. y otros diplomáticos, junto a UNFICYP, logran un acuerdo para la evacuación de los civiles atrapados en el Hotel Ledra Palace, lo que se concreta al mediodía en dirección a la base soberana de Dhekelia. Tal actividad de realiza en,camiones británicos, con banderas de ese país, escoltados por vehículos Ferret de UNFICYP.
UN también persuadió a la partida grecochipriota para que se retire con la condición que se haría cargo de ella y no la dejaría tomar por ninguno de los bandos.
A partir de la tarde, quedaron en el hotel un pequeño destacamento canadiense y el contingente grecochipriota. Si bien el Ledra Palace estaba bajo jurisdicción de Naciones Unidas desde la noche anterior, la mencionada fracción se rehusaba a abandonar el lugar. Los turcos abrieron fuego sobre el hotel en forma sostenida durante la tarde alegando que había francotiradores en los pisos superiores.
Ante la presión que ejerció UNFICYP, los grecochipriotas se retiran. A las 1700 el Tcnl Manuel declaró que el repliegue se estaba produciendo y que asumía total control del lugar, izando inmediatamente la bandera de Naciones Unidas y desplegando patrullas para impedir el regreso.
Sin embargo, los turcos denunciaron que el fuego de francotiradores continuaba y avisó que un ataque aéreo se produciría sobre el lugar. A pesar de que UN aseguró que los únicos ocupantes eran los cascos azules y el intento de los enlaces de detener el ataque, a las 1745 éste tiene lugar con fuegos de cañón (solo con esas armas presumiblemente debido a la proximidad con la embajada turca). Los canadienses habían sido retirados del hotel hacia Wolseley Barracas, regresando una vez que el ataque tuvo lugar. No se produjeron bajas pero las embajadas soviética y griega fueron alcanzadas.
22 de julio de 1974
La actividad tendió a la normalidad. A las 1140, la compañía comando, que se había replegado a Kronberg Camp regresa a Wolseley Barracas.
A las 1600 hs se inicia otro alto el fuego. Se mantienen esporádicos tiroteos pero los combates finalizan durante la noche.
23 de julio de 1974
Luego del alto el fuego hubo un serio incidente con una partida grecochipriota que abrió fuego contra personal del campo Kronberg hiriendo un capitán. Los canaidenses responden el fuego ocasionando bajas.
24 de julio de 1974
El 24 de julio, ante nuevos rumores que el hotel Ledra Palace estaba siendo usado por francotiradores griegos y la amenaza turca que por ese motivo sería volado, personal de la embajada turca es escoltada por UNFICYP al mismo para comprobar que ello no era asó.
6 de agosto de 1974
En horas de la noche, el cabo L G Perron es muerto a cien metros del hotel Ledra Palace, próximo a un check point turcochipriota.
2 de agosto de 1974
Arriba a la isla el resto del Airborne Regiment canadiense, a cargo de su comandante, el Cnl G. Lessard elevando el número de canadienses a 950 hombres. Este coronel asume el comando del Distrito de Nicosia, relevando de esa tarea al Tcnl Manuel. Su base sigue siendo el campo Wolseley con un pequeño destacamento en Konberg Camp y Lourojina.
14 de agosto de 1974
Con el inicio de la 2.ª fase de la operación, nuevamente se repliegan los puestos observatorios.
A las 0845, un soldado canadiense fue herido por disparo de morteros mientras se encontraba en la cocina del Hotel Ledra Palace. A las 0900, parte del personal canadiense fue retirado al campo Blue Beret.
A las 1300, cuatro canadienses son heridos por fuego de morteros dentro del Kronborg Camp que también fue evacuado a partir de ese momento, manteniendo una sección blindada en el lugar.
15 de agosto
A las 1300, el Campo Kronberg está bajo intenso fuego. En tres minutos, cuatro canadienses son heridos por fuego de morteros. Inmediatamente se repliega a la tropa allí destacada dejando solo un grupo.
16 de agosto
Una tensa situación se vive en el campo cuando fuerzas turcas intentan atacar la Prisión Central de Nicosia. El eventual repliegue griego se haría a través de los campos canadienses de Krongerg y Wolseley-Ledra. Por ello, Lessard ordena una estricta defensa para impedir cualquier ingreso al lugar. Ambos bandos fueron anoticiados que el ingreso sería impedido por la fuerza. Esos intentos no se produjeron y a las 1800 los turcos declararon unilateralmente el cese al fuego.
Durante las operaciones, en proximidades del campo Wolseley, no se producen avances significativos. Los turcos no pueden ocupar la Prisión Central de Nicosia ni avanzan a lo largo de la calle Markos Drakos.
Meses posteriores
En los meses de septiembre y octubre, finalizando el último día de ese mes, se hizo el intercambio de prisioneros en las instalaciones del Palacio Ledra. Las cantidades son 3.308 turcochipriotas, 2.487 grecochipriotas, 12 turcos y 9 griegos.

## Imágenes del Hotel Ledra Palace
Olga Demetriou. Ledra Palace: A journey through time. 29 Nov 13.
Documental español "El combate de Ledra Palace".